# Channel O Music Video Awards
Channel O Music Video Awards, também conhecido como Spirit of Africa Music Video Awards, são prêmios pan-africanos de música organizados pela África do Sul, com base em canal de televisão Channel O. Os prêmios foram realizados pela primeira vez em 2003 sob o nome de Reel Video Music Awards. Desde 2005, os prêmios têm sido realizados anualmente. Os vencedores são escolhidos pelos telespectadores do canal Channel O em todo o continente.

## Vencedores

### 2006
- Best Male Video: Lagbaja - “Never Far Away“ (Nigéria)
- Best Female Video: Lizha James - “For All Ya“ (Moçambique)
- Best Newcomer: D'banj - "Tongolo" (Nigéria)
- Best Duo or Group: Malaika - "2 Bob" (África do Sul)
- Best Urban Jazz Video: Zama Jobe - "Ndawo Yami" (África do Sul)
- Best Dance Video: Dj Cleo - "Goodbye" (África do Sul)
- Best African Pop: 2Face - "Ole" (Nigéria)
- Best African Southern: Mista Doe - "Hot To Death" (Botswana)
- Best African West: 2Face - "Ole" (Nigéria)
- Best African East: Jonny Ragga - "Give Me The Key" (Etiópia)
- Best African DJ: DJ Fresh (África do Sul)
- Best Hip Hop Video: Mode 9 (Feat. Nnena) - "Cry" (Nigéria)
- Best Reggae Video: Lucky Dube - "Respect" (África do Sul)
- Best R&B Video: Dare - "Escalade" (Nigéria)
- Best Kwaito Video: Brickz - "Tjovitjo" (África do Sul)
- Best Collaboration Video: Danny K & Mandoza - "Music" (África do Sul)
- Best Director: Mode 9 (Feat. Nnena) - "Cry" (Nigéria)
- Best Special Effects: Weird MC - "Ijoya" (Nigéria)
- Video Of The Year: Mode 9 (Feat. Nnena) - "Cry" (Nigéria)

### 2007
- Best Male Video: Nameless – “Sinzia” (Kenya)
- Best Female Video: Dama do Bling - “Danca Do Remexe” (Moçambique)
- Best Newcomer: “The Dogg - Baby Don't Go” (Namibia)
- Best Duo Or Group: “P-Square” - Bizzy Body (Nigéria)
- Best Dance Video: Acid - “Banyane E Basimane” (Botswana)
- Best Ragga Dancehall Video: Peter Miles – “Love“ (Uganda)
- Best R&B Video: Lizha James - “Numa wa mina” (Moçambique)
- Best Kwaito: Gazza – “Mokasie” (Namibia)
- Best African Southern: Dama do Bling - “Danca Do Remexe” (Moçambique)
- Best African West: De Indispensables - “I Love U” (Nigéria)
- Best African East: Juma Nature – Mugambo (Tanzania)
- Best Hip-Hop Video: Scar - “Metlholo” (Botswana)
- Best Special Effects: D'Banj - “Why Me” (Nigéria)
- Best Director: East African Bashment Crew - “Kube” (Kenya & Uganda)
- Video Of The Year: East African Bashment Crew - “Kube” (Kenya & Uganda)

### 2008
- Best Male Video: Ikechukwu – “Wind Em Well” (Nigéria)
- Best Female Video: Lizha James – “Nita Mukuna Nwini” (Moçambique)
- Best Newcomer:  Buffalo Souljah – “Bubble You Bumz” (Zimbabwe)
- Best Duo Or Group: P-Square – “Do Me” (Nigéria)
- Best Dance Video:  Lady May – “Chokola” (Namibia)
- Best Ragga Dancehall Video: Buffalo Souljah – “Bubble Your Bumz”
- Best R&B Video: Gal Level – “Falling In Love” (Namibia)
- Best Kwaito: The Dogg – “Can U Feel It” (Namibia)
- Best African Southern: Freshlyground – “Pot Belly” (África do Sul)
- Best African West: M-Trill – “Bounce” (Nigéria)
- Best African East: Witness – “Zero” (Tanzania)
- Best Hip-Hop Video:  KC Presh – “Sengemenge” (Nigéria)
- Video Of The Year:  P-Square – “Do Me” (Nigéria)

### 2009
- Best Male Video: Darey - “Not the Girl” (Nigéria)
- Best Female Video: Sasha - “Only One” (Nigéria)
- Best Newcomer: Khuli - “Tswak Stik'em” (África do Sul)
- Best Duo Or Group: Buffalo Souljah & Taygrin & Gal Level - “My Type Of Girl” (Zimbabwe, Malawi, Namibia)
- Best Dance Video: Lady May - “Ndota” (Namibia)
- Best Ragga Dancehall Video: Buffalo Souljah - “Judgment” (Zimbabwe)
- Best R&B Video: Darey - “Not the Girl” (Nigéria)
- Best Afro Pop: Gal Level - “Touch Me” (Namibia)
- Best Kwaito: Gazza feat. Bleksem - “Passop” (Namibia, África do Sul)
- Best African Southern: Lizha James - “Estilo Xakhale” (Moçambique)
- Best African West: Ikechukwu - “Shoobeedoo” (Nigéria)
- Best African East: XOD - “I Want You Back” (Uganda)
- Best Hip-Hop Video: Zeus - “Gijima” (Botswana)
- Video Of The Year: Naeto C - “Ki Ni Big Deal” (Nigéria)
- Special Recognition Award: Brenda Fassie (África do Sul)

### 2010
- Best Male Video: Black Coffee (feat Zakes Bantwini) - “Juju” (África do Sul)
- Best Female Video: Mo'Cheddah (feat Othello) - “If You Want Me” (Nigéria)
- Best Newcomer: L-Tido (feat T-P) - “Calling” (África do Sul)
- Best Duo Or Group: P-Square (feat J-Martins) - “E No Easy” (Nigéria)
- Best Dance Video: Liquideep - “Fairytale” (África do Sul)
- Best Ragga Dancehall Video: General Pype (Feat Naeto C & Vector & Sasha & Da Grin & GT) - “Champion (remix)” (Nigéria)
- Best R&B Video: Urban Reign - “Addicted” (África do Sul)
- Best Afro Pop: D'banj - “Fall in Love” (Nigéria)
- Best Kwaito: Big Nuz & DJ Tira - “Umlilo” (África do Sul)
- Best African Southern: Pro - “Sekele” (África do Sul)
- Best African West: 2face Idibia - “Implications” (Nigéria)
- Best African East: Obita & Loyiso - “Everybody Dance” (África do Sul)
- Best Hip-Hop Video: Naeto C - “Ako Mi Ti Poju” (Nigéria)
- Video Of The Year: Teargas - “Party 101” (África do Sul)
- special recognition award: k'naan - "waving flag" (Somália - Canadá)

### 2011
- Most Gifted Dance Video: Darey - "Ba Ni Ki Di" (Nigéria)
- Most Gifted Kwaito Video: The Dogg - "This Is My Time" (Namibia)
- Most Gifted African West Video: Naeto C - "10 Over 10" (Nigéria)
- Most Gifted Newcomer Video: Ice Prince/Brymo - "Oleku" (Nigéria)
- Most Gifted Video Of The Year: Zakes Bantwini - "Wasting My Time" (África do Sul)
- Most Gifted Hip Hop Video: AKA - "Victory Lap" (África do Sul)
- Most Gifted Male Video: D’Banj feat Snoop Dogg - "Mr Endowed (Remix)" (Nigéria)
- Most Gifted Female Video: Lira: "Phakade" (África do Sul)
- Most Gifted Duo, Group or Featuring Video: HHP & Teargas & Liquideep - "Born For This" (África do Sul)
- Most Gifted Afro Pop Video: Theo - "Ukhona" (África do Sul)
- Most Gifted African Southern Video: Liquideep - "Settle For Less" (África do Sul)
- Most Gifted R&B Video: Banky W feat M.I. - "Feeling It" (Nigéria)
- Most Gifted African East Video: Keko, Radio & Weasel - "How We Do It (remix)" (Uganda)
- Most Gifted Ragga Dancehall Video: Samini - "Dadiekye" (Gana)